# Claudio Bandoni
Claudio Bandoni (Ponte a Moriano, 5 agosto 1939) è un ex calciatore italiano, di ruolo portiere.

## Caratteristiche tecniche
Si faceva preferire sui tiri alti.

## Carriera

### Primi anni
Cresciuto nell'Altopascio, a 19 anni venne acquistato dall'Inter che dopo un anno di panchina, dopo avergli fatto giocare 2 partite in Coppa Italia, lo cedette al Parma in Serie B dove divenne titolare.
Inizia così un lungo girovagare tra Catanzaro, Venezia (con cui esordì in Serie A nella sconfitta casalinga del 27 agosto 1961 contro la Fiorentina per 1-0) e Bari, tutte esperienze di breve durata.
Giocò poi due anni nel Palermo, quindi si trasferì al Napoli.

### Napoli
(Claudio Bandoni, 2013)

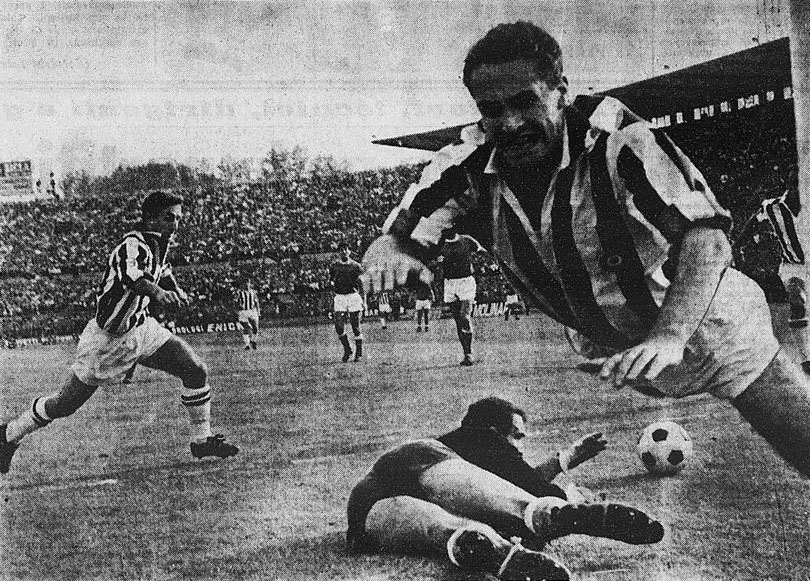
Bandoni interviene sull'attaccante bianconero Bercellino II nel corso di Juventus-Napoli del 19 settembre 1965

Nel capoluogo campano trascorse tre anni, in cui conquistò una promozione in Serie A, una Coppa delle Alpi e due stagioni nella massima serie da titolare (raggiungendo un terzo e un quarto posto in classifica) facendosi notare per le sue doti tecniche.

### Ultimi anni
Nel 1967-1968 il suo posto venne preso dall'allora emergente Dino Zoff, sicché si trasferì al Mantova dove andò ad alternarsi per una stagione tra i pali con Sergio Girardi, senza però evitare la retrocessione in B della squadra virgiliana.
Nel 1968-1969 venne acquistato dalla Fiorentina dove ritrovò Bruno Pesaola, suo ex allenatore ai tempi di Napoli. Nel ruolo di riserva del giovane Franco Superchi, collezionò in quell'anno una sola apparizione in campo in occasione dell'ultimo incontro casalingo contro il Varese, quello della festa per il secondo scudetto gigliato, e 14 presenze nelle due stagioni successive, prima di essere ceduto nell'estate 1971 alla Lazio per far posto a Michelangelo Sulfaro.
A Roma risultò tra i protagonisti del ritorno in Serie A della squadra allenata da Tommaso Maestrelli. Nel prosieguo di carriera militò a Catanzaro da titolare, e nella Sampdoria come riserva di Massimo Cacciatori; il suo ultimo club fu il Mantova, con cui terminò l'attività in Serie C nel 1976.

## Palmarès

### Competizioni nazionali
- Campionato italiano: 1

Fiorentina: 1968-1969

### Competizioni internazionali
- Coppa delle Alpi: 1

Napoli: 1966